# Port lotniczy Aranuka
Port lotniczy Aranuka (ICAO: AEA, ICAO: NGTB) – port lotniczy położony około 1 km na północ od Buariki, na atolu Aranuka, w Kiribati.

## Linie lotnicze i połączenia
- Air Kiribati (Kuria)
- Coral Sun Airways (Kuria, Tarawa)